# Fjalar Finnäs
Fjalar Finnäs, född 1953 i Larsmo, död 28 december 2023, var en finländsk professor i demografi vid Åbo Akademi. Finnäs specialiserade sig framför allt på finlandssvenskarnas demografi.

## Biografi
Finnäs blev 1986 filosofie doktor vid Ekonomiskt-statsvetenskapliga fakulteten vid Åbo Akademi på en avhandling om den finlandssvenska befolkningsutvecklingen 1950–1980. Han var 1987–2004 forskningschef för Institutet för finlandssvensk samhällsforskning, och blev därefter innehavare av von Willebrand-Fahlbeckska professuren i demografi med statistik, särskilt finlandssvenskarnas demografi, vid Åbo Akademi. Därutöver har han bland annat skrivit om læstadianernas demografi (1989).